# رولاغ (النرويج)
رولاغ (بالنرويجية: Rollag)‏ هي إِحدى بلدات مُحافَظة بوسكرود شماليّ غرب العاصِمة أُوسلُو، مملكة النُروِيج. وتبلُغ مَساحتِها حَوالي (449 كم²)، ويصل عدد سُكّانها نحوِ 1398 نَسَمَة.

## صور

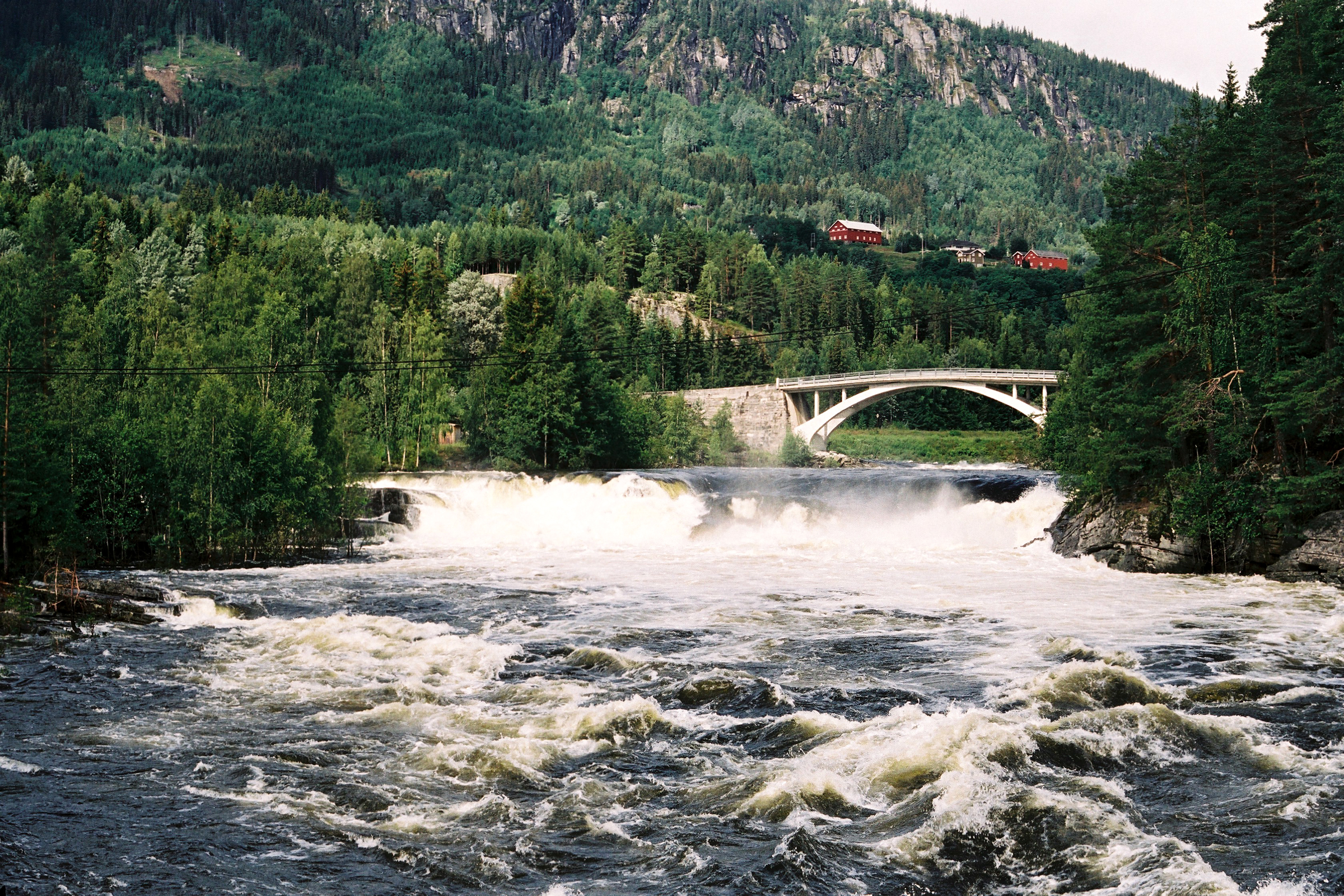
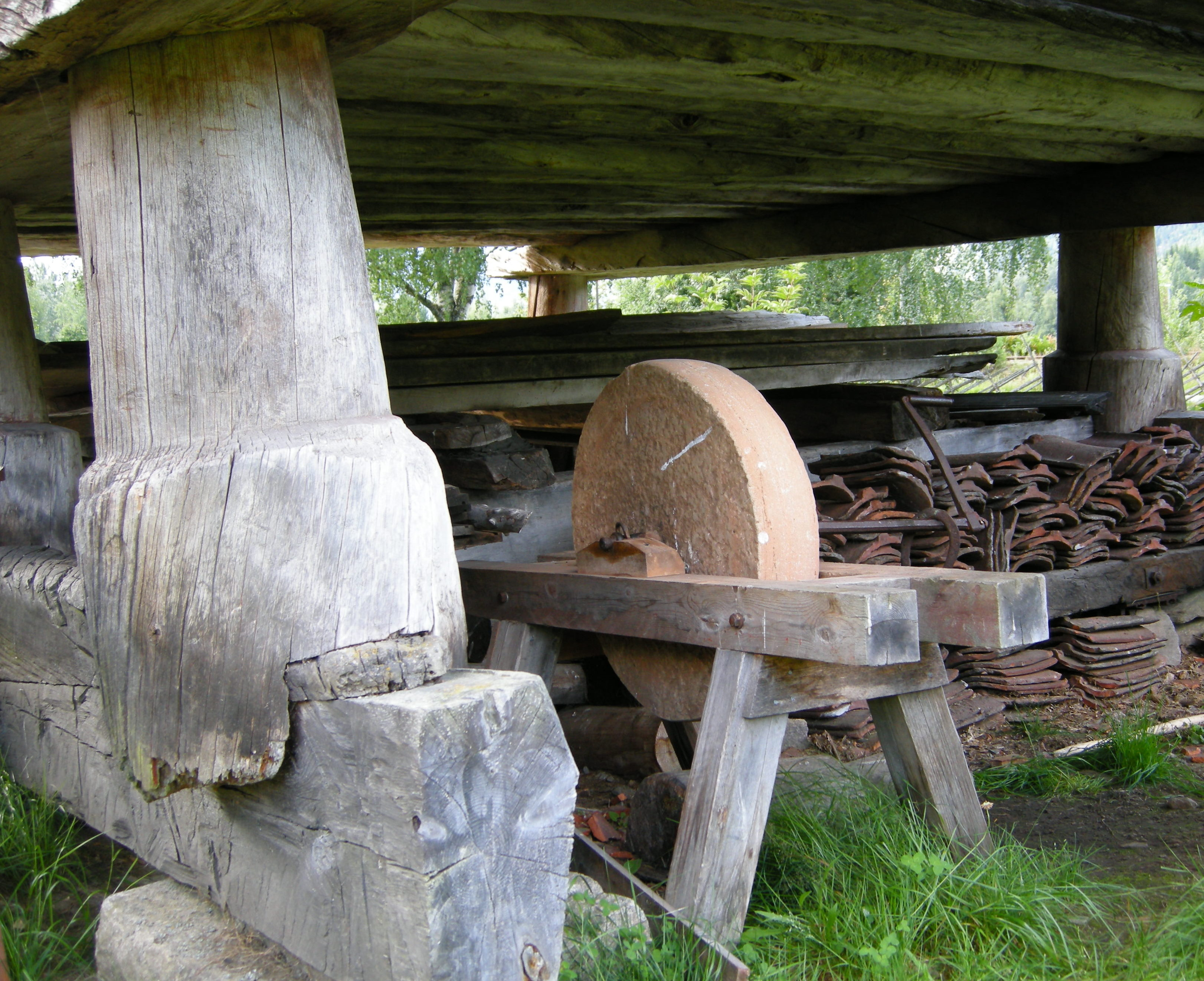
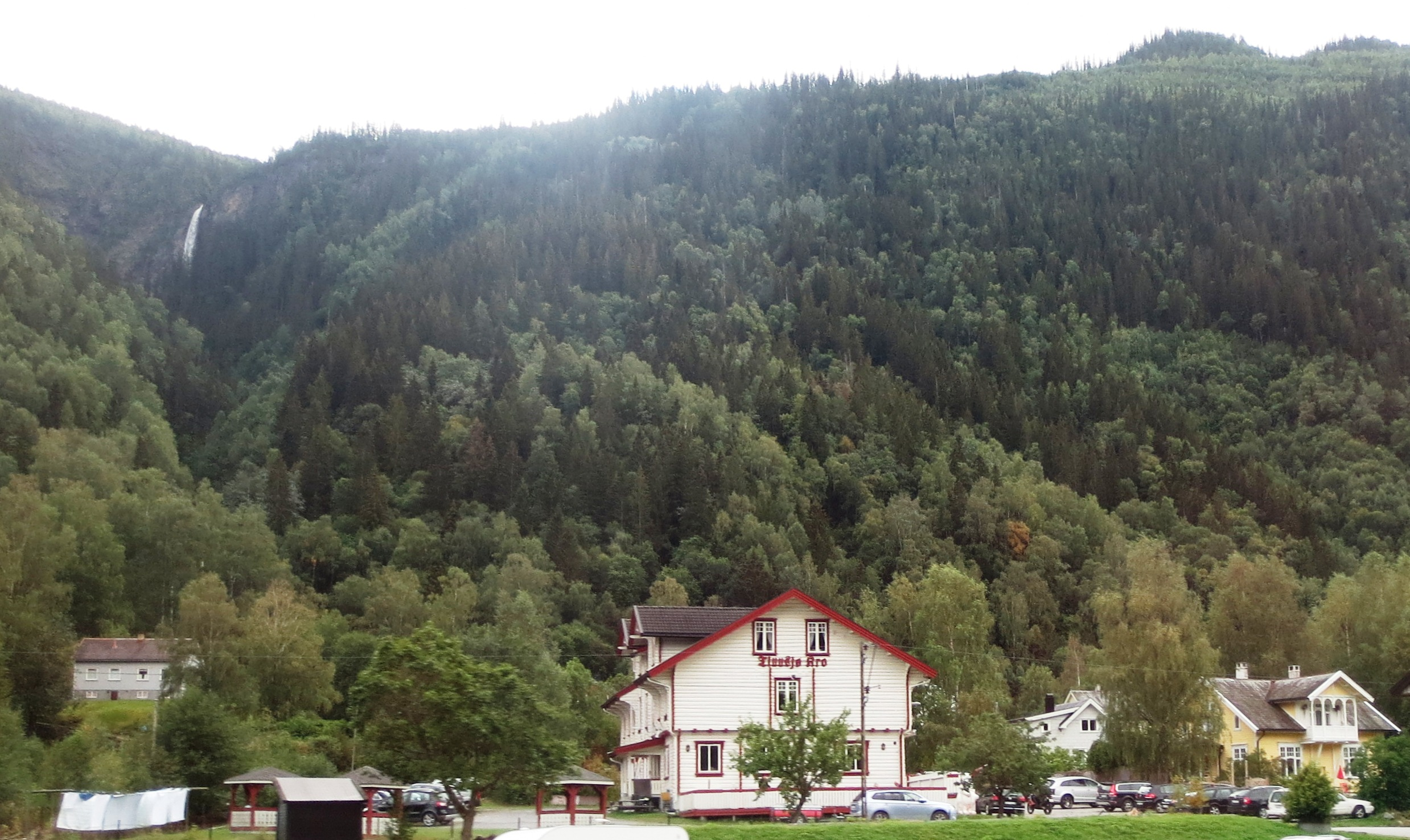

## أعلام
- جون أوقست أندرسون

## روابط خارجية
- الموقع الرسميّ (باللُغة النُروِيجية).
- المَوسُوعةُ النُروِيجية الكُبرى (باللُغة النُروِيجية).